# Fabiela He
Fabiela He (kinesiska: 法别拉河) är ett vattendrag i Kina. Det ligger i provinsen Heilongjiang, i den nordöstra delen av landet, omkring 520 kilometer norr om provinshuvudstaden Harbin.